# 渠州
渠州，中国古代的州。
梁大同三年（537年）置（《太平寰宇记》）；一说大通三年（529年）置（《太平御览》引《舆地志》）。隋朝大业三年（607年）改为宕渠郡。唐朝武德元年（618年）复为渠州。天宝元年（742年）改为潾山郡。乾元元年（758年）复为渠州。治所在流江县（今四川省渠县）。辖境相当今四川渠县、大竹、邻水、广安等县市地。北宋开宝二年（969年）分置广安军，辖境略小。南宋辖境又增大。两宋先后属梓州路及潼川府路。元属顺庆路。明朝洪武初年，废流江县入州，九年（1376年）降为县。

## 歷代沿革[1]
- 梁普通三年（522年)，置流江縣。同時置北宕渠郡．領流江縣、始安縣(治今廣安縣北)2縣。大同三年（537年)置渠州，今渠江鎮，時為州、郡、縣治地。另有北宕渠郡屬新州，治地鹽亭。太清元年（547年)，渠州仍置，轄北宕渠、景陽2郡。北宕渠郡仍領流江、始安2縣。
- 北周在州郡之上置總管府，渠州隸利州總管府。武成元年（559年)，改北宕渠郡置流江郡。渠州領流江、景陽2郡外，另撤鄰州所屬2郡歸渠州。流江郡仍領流江、始安2縣。
- 隋統一全國後，改地方行政為州縣兩級制。開皇三年（583年），以原流江、鄰山和容山容川（今墊江）3郡合置渠州。領流江縣，賨城縣（原始安縣）、鄰水縣、墊江縣4縣，州治同前。流江郡自此廢。大業三年（607年），渠州改名宕渠郡，領上述4縣外，增宕渠縣（治今營山縣黃渡場）、咸安縣（治今營山縣東北）2縣，州（郡）縣治地同前。

| 隋代行政区划变迁 | 隋代行政区划变迁 | 隋代行政区划变迁 | 隋代行政区划变迁 | 隋代行政区划变迁 | 隋代行政区划变迁 | 隋代行政区划变迁                          |
| 区划             | 開皇元年         | 開皇元年         | 開皇元年         | 開皇元年         | 区划             | 大業三年                                  |
| ---------------- | ---------------- | ---------------- | ---------------- | ---------------- | ---------------- | ----------------------------------------- |
| 州               | 渠州             | 渠州             | 隣州             | 容州             | 郡               | 宕渠郡                                    |
| 郡               | 流江郡           | 境陽郡           | 隣山郡           | 容山郡           | 县               | 流江县 賨城县 宕渠县 咸安县 隣水县 墊江县 |
| 县               | 流江县 始安县    | 宕渠县 綏安县    | 隣水县 隣山县    | 魏安县           | 县               | 流江县 賨城县 宕渠县 咸安县 隣水县 墊江县 |

- 唐朝政區先後有所改易，但基本仍為州縣兩級制。武德元年（618年）改宕渠郡為渠州，分流江縣地置賨城縣（治地今渠縣土溪乡城壩古城）和豐樂縣（治地今渠縣豐樂場）2縣，渠州領五縣：流江、賨城、始安、豐樂（今广安市恒升镇古城寨）、义兴（今渠县清溪场乡）。武德三年，割鄰州鄰水縣（今邻水县观音桥镇）隸渠州。武德八年，省賨城、豐樂、义兴入流江縣，廢鄰州、鄰山縣（今大竹县四合乡）隸渠州。貞觀元年（627年），省並州縣，劃全國為10道，開元二十一年（733年）增為15道，渠州由隸山南道改屬山南西道，受興元府（治今漢中市）節制。天寶元年（742年），改渠州為鄰山郡，乾元元年（758年）複為渠州，領流江縣（州治）、渠江縣（原始安，今廣安縣肖溪鄉）、鄰水縣、鄰山縣、大竹縣（今大竹县月光乡，久視元年置，至德二年劃屬）5縣。寶曆元年（825年），省大竹入流江縣，後又置，劃屬蓬州；廢鄰水縣入鄰山縣[2]。
- 五代時期，前蜀分渠州置鄰州，大竹（治地東移，據傳治今龍潭鄉知縣壩，舊稱風來鄉）劃歸渠州。後唐有蜀9年，建置仍舊。天成年問，流江人徐承諒任「靜邊軍節度使」，渠州曾為節度使駐地。後蜀省鄰州入渠州，渠州領流江、大竹、鄰山、鄰水、渠江5縣。
- 北宋以道改路。實行路、州、縣三級制。渠州初隸西川路，後隸川峽路。咸平四年（1001年），分蜀為益州、梓州、利州、夔州四路，渠州（鄰山郡）屬梓州路。景祐二年（1035年），廢大竹縣入流江縣。渠州領流江（州治）、鄰山、鄰水3縣。重和元年（1118年）升梓州為潼川府，渠州為屬州之一。
- 南宋紹興三年（1132年），複置大竹縣。渠州轄流江、鄰山、鄰水、大竹4縣。南宋末，渠州徙治流江縣東北80裡之禮義山逾20年之久。
- 元中統元年（1260年），置渠州路軍民總管府，至元十一年（1274年）改置渠州安撫司。次年禮義城陷落，元朝完全統轄原渠州地方。至元二十年（1283年）還治舊城，罷安撫司，改置渠州，隸四川行中書省順慶路。至元二十六年（1289年），撤流江縣，以州為「散郡」，不久複置。渠州領流江、大竹（1283年徙今治）2縣。
- 明初政區如舊制。洪武九年（1376年）撤渠州，改流江縣置渠縣，隸四川承宣佈政使司。

## 渠州刺史
- 权万春（626年—632年）
- 宋公弼（贞观年间）
- 于立政（永徽年间）
- 陈璿（唐高宗时）
- 李沦（唐高宗时）
- 刘行瑜（691年之前）
- 李登（武周时）
- 郑文亮（武周时）
- 郭元景（武周时）
- 郭虔友（武周时）
- 封守静（唐中宗时）
- 张朏（开元末年）
- 魏少游（759年）
- 崔异（771年）
- 敬密（贞元年间）
- 常仲孺（808年）
- 吴某（元和、长庆年间）
- 郭琼（851年）
- 田章（854年）
- 程寿（咸通年间）
- 陈璠（895年）
- 李黄 [3]